# 愛慾 (1937年の映画)
『愛慾』 (あいよく、フランス語: Gueule d'amour 英：Lady Killer   ）は、1937年に公開されたフランス映画。
監督はジャン・グレミヨン。主演はジャン・ギャバン。この映画は2016年のカンヌ国際映画祭クラシック部門にて選出された。

## キャスト
- リュシアン：ジャン・ギャバン
- マドレーヌ：ミレーユ・バラン（フランス語版）